# マックス・マイヤー (野球)
マックス・トーマス・マイヤー（Max Thomas Meyer、1999年3月12日 - ）は、アメリカ合衆国・ミネソタ州ワシントン郡ウッドベリー出身のプロ野球選手（投手）。右投左打。MLBのマイアミ・マーリンズ所属。

## 経歴

### プロ入りとマーリンズ時代
2017年のMLBドラフト34巡目（全体1006位）で地元ミネソタ・ツインズから指名されたが契約せず、ミネソタ大学ツインシティー校に進学した。
2020年のMLBドラフト1巡目（全体3位）でマイアミ・マーリンズから指名され契約を結んだ。
2021年に傘下AA級ペンサコーラ・ブルーワフーズでデビューし、9月にAAA級ジャクソンビル・ジャンボシュリンプに昇格した。2球団合計で22試合に先発登板し、6勝4敗、防御率2.27、130奪三振の成績を残した。また7月にはオールスター・フューチャーズゲームに出場した。
2022年はAAA級ジャクソンビルで開幕を迎え、7月16日に初のメジャー昇格。その日のフィラデルフィア・フィリーズ戦でメジャーデビューを果たした。メジャー2試合目となったピッツバーグ・パイレーツ戦でケブライアン・ヘイズに四球を与えたところで緊急降板し、その後のMRI検査で右肘の内側側副靱帯断裂が判明したため、トミー・ジョン手術を受けた。
2023年は前年の手術からのリハビリのため、メジャー・マイナーともに一切登板しなかった。
2024年は開幕ロースターに選出。4月1日のロサンゼルス・エンゼルス戦で2シーズンぶりのメジャー復帰を果たした。

## 詳細情報

### 年度別投手成績
| 年 度    | 球 団    | 登 板 | 先 発 | 完 投 | 完 封 | 無 四 球 | 勝 利 | 敗 戦 | セ 丨 ブ | ホ 丨 ル ド | 勝 率 | 打 者 | 投 球 回 | 被 安 打 | 被 本 塁 打 | 与 四 球 | 敬 遠 | 与 死 球 | 奪 三 振 | 暴 投 | ボ 丨 ク | 失 点 | 自 責 点 | 防 御 率 | W H I P |
| -------- | -------- | ----- | ----- | ----- | ----- | -------- | ----- | ----- | -------- | ----------- | ----- | ----- | -------- | -------- | ----------- | -------- | ----- | -------- | -------- | ----- | -------- | ----- | -------- | -------- | ------- |
| 2022     | MIA      | 2     | 2     | 0     | 0     | 0        | 0     | 1     | 0        | 0           | .000  | 26    | 6.0      | 7        | 2           | 2        | 0     | 0        | 6        | 0     | 0        | 5     | 5        | 7.50     | 1.50    |
| MLB：1年 | MLB：1年 | 2     | 2     | 0     | 0     | 0        | 0     | 1     | 0        | 0           | .000  | 26    | 6.0      | 7        | 2           | 2        | 0     | 0        | 6        | 0     | 0        | 5     | 5        | 7.50     | 1.50    |

- 2023年度シーズン終了時

### 年度別守備成績
| 年 度 | 球 団 | 投手（P） | 投手（P） | 投手（P） | 投手（P） | 投手（P） | 投手（P） |
| 年 度 | 球 団 | 試 合     | 刺 殺     | 補 殺     | 失 策     | 併 殺     | 守 備 率  |
| ----- | ----- | --------- | --------- | --------- | --------- | --------- | --------- |
| 2022  | MIA   | 2         | 1         | 0         | 0         | 0         | 1.000     |
| MLB   | MLB   | 2         | 1         | 0         | 0         | 0         | 1.000     |

- 2023年度シーズン終了時

### 背番号
- 23 （2022年, 2024年 - ）